# Alexander Golitzen
Alexander Golitzen (ur. 28 lutego 1908 w Moskwie, zm. 26 lipca 2005 w San Diego) – amerykański scenograf filmowy, wywodzący się z rodziny rosyjskich arystokratów. Odpowiadał za scenografię w ponad 340 hollywodzkich filmach. Współpracował z takimi reżyserami, jak m.in. Alfred Hitchcock, Orson Welles, Ernst Lubitsch, Douglas Sirk czy Fritz Lang.

## Życiorys
Urodził się w Moskwie w książęcej rodzinie Golicynów. Jego ojciec był chirurgiem, a dziadek – moskiewskim gubernatorem. Wraz z rodzicami opuścił Rosję w 1917 zaraz po rewolucji październikowej, udając się przez Syberię, chiński Harbin i kanadyjski Vancouver do USA. Szkołę średnią ukończył w Seattle, a późniejsze studia architektoniczne – w 1931 na Uniwersytecie Waszyngtońskim. Po uzyskaniu dyplomu, Golitzen przeniósł się do Los Angeles.
Karierę w Hollywood rozpoczął od posady asystenta scenografa Alexandra Toluboffa, również rosyjskiego emigranta, pracującego dla wytwórni MGM. W 1939 Golitzen nawiązał współpracę z producentem Walterem Wangerem, z którym pracował przy wielu filmach. Po kilku latach pracy dla MGM i United Artists, począwszy do 1940 przez kolejnych 30 lat Golitzen był szefem pionu scenograficznego wytwórni Universal, dla której nadzorował produkcję dziesiątek, a wkrótce nawet setek tytułów.
Pierwszą nominację do Oscara za najlepszą scenografię zdobył za film Zagraniczny korespondent (1940) Alfreda Hitchcocka, a ostatnią czternastą – za Trzęsienie ziemi (1974) Marka Robsona. Trzykrotnie zdobył statuetkę Oscara za scenografię do filmów: Upiór w operze (1943) Arthura Lubina, Spartakus (1960) Stanleya Kubricka i Zabić drozda (1962) Roberta Mulligana. Przez kilka lat Golitzen zasiadał również w zarządzie Amerykańskiej Akademii Filmowej.
Uznania Akademii nigdy nie doczekała się jego współpraca z reżyserem Douglasem Sirkiem, z którymi pracowali wspólnie przy 13 tytułach, w tym Wszystko, na co niebo zezwala (1955), Pisane na wietrze (1956) czy Zwierciadło życia (1959). Estetyka i wygląd tych klasycznych melodramatów do dziś inspirują filmowców, a hołdem dla Golitzena i Sirka był m.in. film Daleko od nieba (2002) Todda Haynesa.
Przez 72 lata aż do swojej śmierci był w związku małżeńskim z Frances Kathryn Peters. Para doczekała się dwójki dzieci – córki Cynthii i syna Petera, pięciorga wnucząt i jednej prawnuczki. Golitzen zmarł na niewydolność serca w San Diego w wieku 97 lat.